# Jan Wańkowicz (wojskowy)
Jan Kazimierz Wańkowicz (ur. 16 października?/28 października 1895 w Birczy, zm. 18 czerwca 1940 w Thouars) – podpułkownik saperów Wojska Polskiego.

## Życiorys
Jan Kazimierz Wańkowicz urodził się 28 października 1895 roku w Birczy, w powiecie bobrujskim ówczesnej guberni mińskiej. Pochodził ze szlacheckiej rodziny ziemiańskiej z Kresów. W 1914 roku, po ukończeniu szkoły średniej, rozpoczął studia na Ryskim Instytucie Politechnicznym w Rydze. W 1916 roku został powołany do Armii Imperium Rosyjskiego. W 1917 roku ukończył Oficerską Szkołę Inżynierii w Petersburgu. Po mianowaniu oficerem skierowano go na front do 6 pułku saperów. W styczniu 1918 roku przedostał się do I Korpusu Polskiego. Jako młodszy oficer w 3 pułku ułanów wziął udział w walkach z bolszewikami w obronie Bobrujska.
Pod koniec grudnia 1918 roku wstąpił do Wojska Polskiego i otrzymał przydział do 1 pułku inżynieryjnego z dniem 7 stycznia 1919 roku. Od początku do końca wojny z bolszewikami brał udział w walkach na froncie.
W styczniu 1920 roku skutecznie kierował rozbudową umocnień polowych. W maju 1920 roku przeszedł na tyły bolszewików w celu ustalenia ich sił i dyslokacji. W dniach 15–20 lipca 1920 roku sprawnie odbudował mosty na trasie Wołkowysk-Słonim. W latach 1920–1922 był zastępcą Szefa Inżynierii i Saperów oraz referentem organizacyjno-mobilizacyjnym w Departamencie V Ministerstwa Spraw Wojskowych.
W 1923 roku został wyznaczony na dowódcę batalionu w 2 pułku saperów. Stamtąd został przeniesiony w 1923 roku na dwa lata do pracy w Oddziale III Ministerstwa Spraw Wojskowych. 25 października 1926 roku, po ukończeniu kursu fortyfikacyjnego, został przydzielony do Biura Ogólno Organizacyjnego Ministerstwa Spraw Wojskowych w Warszawie. 7 grudnia 1926 roku został przeniesiony do 1 pułku saperów na stanowisko dowódcy batalionu. W 1927 roku powrócił do Departamentu V Ministerstwa Spraw Wojskowych na stanowisko kierownika referatu i zastępcę szefa wydziału organizacyjnego. 5 listopada 1928 roku otrzymał przeniesienie z Departamentu Inżynierii Ministerstwa Spraw Wojskowych do 5 pułku saperów w Krakowie na stanowisko dowódcy VI batalionu saperów. 23 grudnia 1929 roku został przeniesiony z rozformowanego 5 pułku saperów do 5 batalionu saperów na stanowisko zastępcy dowódcy batalionu. W latach 1932–1936 był szefem fortyfikacji przy 23 Dywizji Piechoty. W marcu 1939 roku pozostawał w rezerwie personalnej oficerów przy Inspektorze Saperów na stanowisku kierownika robót. Do września 1939 roku był szefem odcinka fortyfikacji Kostopol – kierownikiem robót nr 13. We wrześniu 1939 roku był dowódcą saperów w dowództwie Grupy „Stryj”.
Po kampanii wrześniowej przedostał się do Francji i został przydzielony do Ośrodka Wyszkolenia Oficerów Saperów w Thouars. 18 czerwca 1940 roku o godz. 5.50 został ranny podczas bombardowania dworca kolejowego w Thouars przez Luftwaffe. Tego samego dnia zmarł z ran w szpitalu w Thouars.

## Awanse
- podporucznik – 1919[11]
- porucznik – 1921[12]
- kapitan – 1922 zweryfikowany ze starszeństwem z dniem 1 czerwca 1919[13]
- major – ze starszeństwem z dniem 15 sierpnia 1924[14]
- podpułkownik – ze starszeństwem z dniem 1 stycznia 1936 i 5. lokatą w korpusie oficerów inżynierii i saperów (w marcu 1939, w tym samym stopniu i starszeństwie, zajmował 5. lokatę w korpusie oficerów saperów, grupa liniowa)[15]

## Ordery i odznaczenia
- Krzyż Kawalerski Orderu Odrodzenia Polski (1938)[16]
- Krzyż Walecznych (1922)[17]
- Złoty Krzyż Zasługi
- Medal Niepodległości (4 listopada 1933)[18][19]
- Srebrny Krzyż Zasługi (4 marca 1925)[20]
- Oficer Orderu Korony Rumunii (Rumunia)[21]
- Kawaler Orderu Czarnej Gwiazdy (Francja)[22]
- Medal Zwycięstwa (Médaille Interalliée)[23]